# Бой при Пиктупене
Бой при Пиктупене — боестолкновение авангарда  дивизии генерала Гражана под командованием генерала Башелю с арьергардом отряда генерал-адъютанта П. В. Голенищева-Кутузова под командованием генерала Е. И. Властова, состоявшееся 26 декабря 1812 года у деревни Пиктупене

## Предыстория
17 декабря 1812 года корпус маршала  Макдональда (25 тыс. человек) дислоцировался в  Курляндии.   Макдональд не получал никаких известий из Главной квартиры Наполеона и «не верил слухам об уничтожении Великой армии».  18 декабря 1812 года  от Мюрата прибыл офицер и доставил Макдональду приказ об отступлении.  
19 декабря 1812 года первая колонна корпуса Макдональда выступила из  Бауска в направлении на  Шавли. В колонне находился сам Макдональд, дивизия генерала Гражана  с французскими войсками и генерал Массенбах с прусскими. Позже, 20 декабря 1812 года из Митавы с отставанием «на один переход» выступила на Шавли вторая колонна корпуса Макдональда под командованием генерала Йорка.  Планировалось, что дойдя до Колтынян, обе колонны разделятся.
22 декабря корпус графа  Витгенштейна  занял  Кейданы.  Витгенштейн поставил генерал-адъютанту Голенищеву-Кутузову задачу: занять дефиле  у деревни Пиктупине с тем, чтобы  задержать войска Макдональда на правой стороне Немана до подхода главных сил русского корпуса.  Отряд Голенищева-Кутузова был усилен  авангардом корпуса Витгенштейна под командованием генерала Властова. Витгенштейн планировал перерезать путь отступления корпусу Макдональда. 
25 декабря 1812 года войска Макдональда прибыли в местечко Поюру и далее последовали на Вайнуты. Колонна Йорка прибыла в Краже и находилась в 50 верстах от войск Макдональда. Дивизия генерала  Гаражан прибыла в  Тауроген и далее последовала  на  Тильзит.

## Ход боя
26 декабря 1812 года войска Властова были расположены в дефиле у деревни Пиктупине в качестве арьергарда отряда Голенищева-Кутузова.  В арьергарде находились кавалерия Финляндского драгунского полка, батальон 23  егерского полка, 9 дружина   петербургского ополчения, более 1 орудие. Главные силы около 4000 кавалерии ( 4 Иловайский, Кутейникова казачьи полки, Изюмские гусары) Голенищев-Кутузов расположил в Тильзите.  
До рассвета 26 декабря авангард дивизии Гражана под командованием генерала Башелю, двигаясь по направлению на Тильзит,  обнаружил войска Властова и атаковал их. Кавалерия неприятеля «опрокинула» Финляндских драгун, привела в «расстройство» батальон егерей и части ополчения.  Властов был разбит. Голенищев-Кутузов оставил Тильзит и «поспешно отступил к  Раудцену  и тем самым очистил дорогу Макдональду».

## Результаты
Не удалось задержать войска Макдональда до подхода главных сил корпуса Витгенштейна.  Французами было пленено 300 человек русских: солдат и офицеров.